# William Montgomery McGovern
William Montgomery McGovern, född 28 september 1897, död 12 december 1964, var en amerikansk upptäcktsresande.
McGovern begav sig tidigt till Japan och Kina, där han övergick till buddhismen och blev jodo shinshubuddhistisk präst. 1922–1923 företog han en spännande resa till Tibet, varunder han förklädd lyckades nå Lhasa. Resan har skildrats i Mysterious Tibet: to Lhasa in disguise (1924, svensk översättning samma år).

### Webbkällor
- Northwestern University Archives